# Соганлуг
Соганлуг (Саганлугский хребет) — горный хребет в Турции. С юга граничит с Агрыдагом, а с севера — с Арсианским хребтом, с которым иногда объединяется. У восточного подножья расположен Сарыкамыш, а у западного — Пасинская равнина. В XIX-XX веке служил естественной границей между Российской и Османской империями. В годы русско-турецкой и Первой мировой войны выполнял роль стратегического рубежа. Хребет покрыт сосновым лесом. Хребет под названием «Саган-лу» упоминает Александр Пушкин в своём «Путешествии в Арзрум», помещая его между Карсом и Гассан-калой.